# 辻村真理子
辻村真理子(つじむら まりこ)は、元北日本放送 のウェザーキャスター。(2000年4月から2007年3月)

## プロフィール
富山県高岡市出身。
小学6年で作詞作曲した「私のパパとママ」がとやま県童謡フェスティバルで優良賞となり、中学1年生の時に表彰された。
16歳の高校時代に、高岡市の古城公園の本丸広場で夏の終わりに2日間だけ上演された野外劇 越中万葉夢幻譚（えっちゅうまんようむげんたん）の3代目ヒロイン遊行女婦土師（うかれめはにし）役に抜擢され演じきった。
アナウンサーの前職は看護師。

## 過去の担当番組

### テレビ
ウェザーキャスターとして、KNBわいどプラス1、KNBニュースプラス1、ヤン坊マー坊天気予報などの番組内で最新の気象情報を伝えた。(2000年4月から2007年3月)
電気モリモリ情報局:北陸電力の情報番組。 ナビゲーターとしてパペットの博士とともに電気にまつわる情報を発信。(2004年4月から2007年3月)
テレビでおじゃま まいどはやで年に数回、リポーターとして富山県内の情報を案内。(2000年8月から2007年3月)

### ラジオ
ウェザーキャスターとして、とれたてワイド朝生!や、相本商店などの番組内で最新の気象情報を放送。(2000年4月から2007年3月)
高原兄の一発Deナイト: 番組内でwho娘(フーむす)としてラジオなのに覆面を被りながら出演。番組内で募集した歌詞に高原兄が作曲した「雨の万葉線」「口から火吹くじゃ」を熱唱。その曲は開局記念のイベント時にチャリティーとしてCDで販売され即日完売した。(2001年11月から2002年3月)